# Vír
Vír (deutsch Wühr) ist eine Gemeinde mit 745 Einwohnern in Tschechien. Sie befindet sich in 384 m ü. M. im engen Tal der Svratka an der Einmündung der Bystřice. Der sechs Kilometer nordöstlich von Bystřice nad Pernštejnem gelegene Ort gehört dem Okres Žďár nad Sázavou an.
Vír ist von zwei Talsperren umgeben. Oberhalb des Ortsteils Hrdá Ves liegt die Staumauer der Talsperre Vír I, deren Stauraum bis Dalečín reicht. Südöstlich des Ortes wird die Svratka in dem kleinen Staubecken Vír II erneut gestaut.

## Geschichte
Erstmals urkundlich nachweisbar ist das Dorf im Jahre 1047. Das zweitälteste Schriftstück datiert von 1364. Vír war Teil der Herrschaft Pernstein und seine Besitzer waren bis ins 16. Jahrhundert die Pernsteiner. Nach dem Tode Adalbert von Pernstein ging Vír an die Herren von Kunstadt über. Zu dieser Zeit erfolgte die Gründung von Stolzendorf.
Zwischen 1947 und 1958 erfolgte der Bau der Talsperre Vír I mit einem Stauraum von 56.000.000 m³ und einer Fläche von 223,5 ha. Dadurch wurden die Dörfer Chudobín und Korouhvice überflutet. 1954 kam das Becken Vir II mit 290.000 m³ und 12,3 ha hinzu. Ebenfalls 1954 wurden Vír und Hrdá Ves zur Gemeinde Vír-Hrdá Ves vereinigt, die später nur noch Vír genannt wurde.

## Sehenswürdigkeiten
In Ortsnähe bildet die Svratka ein Felsental, die Vírské skály. Ebenfalls in der nahen Umgebung befinden sich die Ruinen der drei Burgen Pyšolec, Zubštejn und Aueršperk.

## Gemeindegliederung
Für die Gemeinde Vír sind keine Ortsteile ausgewiesen. Grundsiedlungseinheiten sind Hrdá Ves (Stolzendorf) und Vír. Zu Vír gehören außerdem die Fluren des aufgelassenen Dorfes Chudobín (Chudobin).
Das Gemeindegebiet gliedert sich in die Katastralbezirke Hrdá Ves und Vír.

## Söhne und Töchter des Ortes
- František Bednář (1884–1963), tschechischer Theologe